# Rödupp

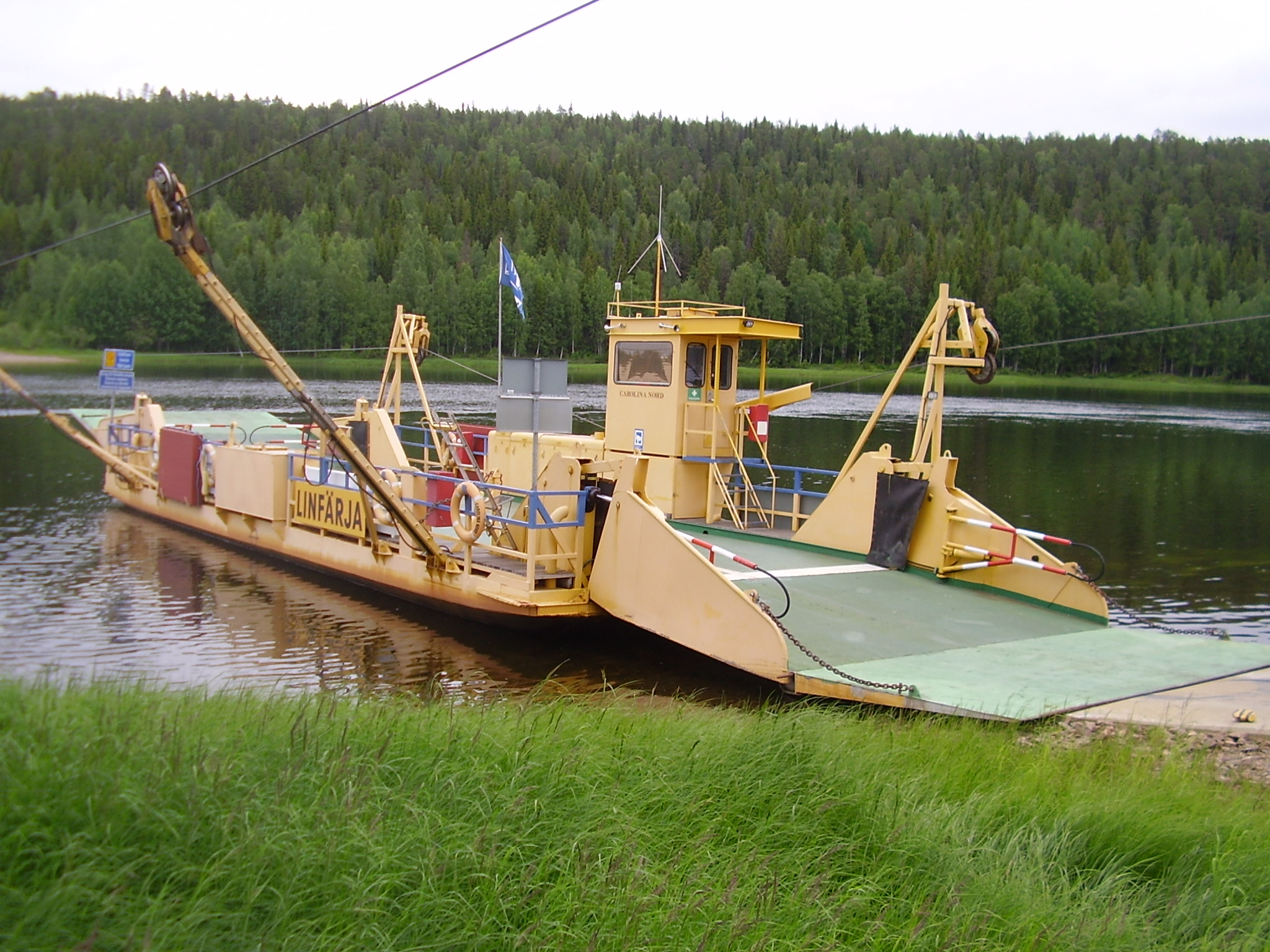
Färjan Carolina Nord år 2009, som trafikerar Trafikverkets nordligaste led Röduppleden.

Rödupp är en by i norra Överkalix kommun. Byn ligger på ömse sidor Kalix älv 1,5 mil uppströms kommunens centralort Bränna i Överkalix.  Länsväg 392 mellan Överkalix och Korpilombolo passerar byn. I Rödupp finns också Sveriges nordligaste reguljära färjeförbindelse.
Byn omnämndes i skrift första gången 1539. Under 2017 lade Skanova ner det kopparbaserade telenätet på orten.